# Nitry
Nitry ist eine französische Gemeinde mit 372 Einwohnern (Stand: 1. Januar 2022) im Département Yonne in der Region Bourgogne-Franche-Comté (vor 2016 Bourgogne) im Osten Frankreichs. Die Gemeinde gehört zum Arrondissement Auxerre (bis 2017 Avallon) und zum Kanton Chablis (bis 2015 Noyers). 

## Geografie
Nitry liegt etwa 30 Kilometer südöstlich von Auxerre. Umgeben wird Nitry von den Nachbargemeinden Lichères-près-Aigremont im Norden und Nordwesten, Aigremont im Norden und Nordosten, Noyers im Osten, Grimault im Südosten, Joux-la-Ville im Süden sowie Vermenton im Westen. 
Durch die Gemeinde führt die Autoroute A6.

## Einwohnerentwicklung
| Jahr                      | 1962 | 1968 | 1975 | 1982 | 1990 | 1999 | 2006 | 2013 |
| ------------------------- | ---- | ---- | ---- | ---- | ---- | ---- | ---- | ---- |
| Einwohner                 | 338  | 378  | 346  | 343  | 336  | 371  | 403  | 372  |
| Quelle: Cassini und INSEE |      |      |      |      |      |      |      |      |

## Sehenswürdigkeiten
- Kirche Saint-Christophe aus dem 16. Jahrhundert, seit 1995 Monument historique

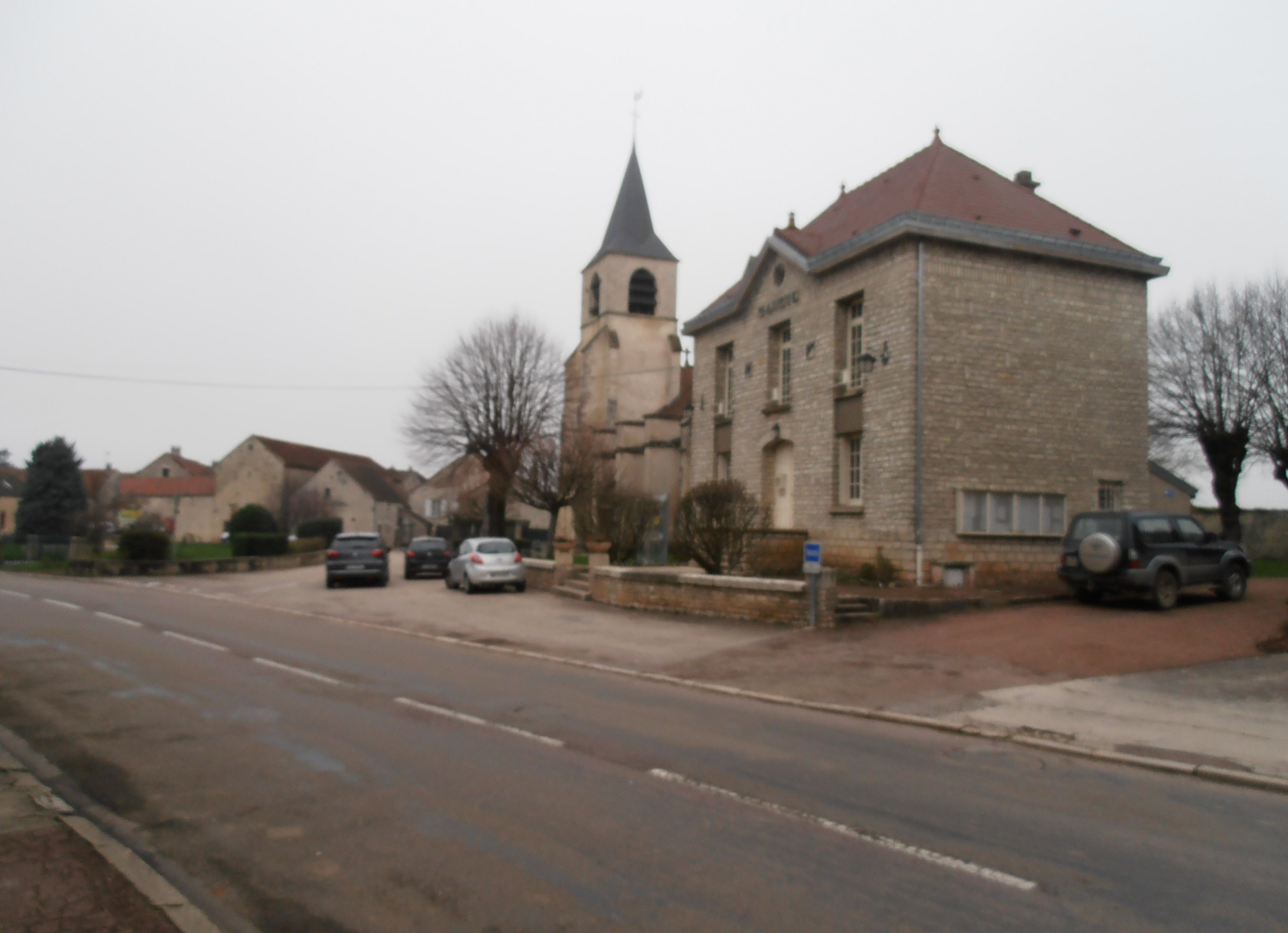
Kirche Saint-Christophe